# 第十四道門 (電影)
是一部2009年停格動畫驚悚黑暗奇幻電影，改編自尼爾·蓋曼的同名暢銷中篇圖繪小說，由亨利·謝利克（Henry Selick）執導。
該片在北美地區2009年2月6日首映，臺灣於同年4月25日上映。電影發行後獲得普遍正面的評價，影評家稱讚電影的動畫視覺藝術、故事、娛樂性，全球票房收入超過 1.24 億美元。電影從安妮獎的八項提名獎項中贏得動畫長片製作中的最佳音樂獎、動畫長片製作中的最佳角色設計獎和動畫長片製作中的最佳製作設計獎，還獲得奧斯卡最佳動畫長片獎和金球獎最佳動畫長片獎提名。

## 故事
十一歲的珂若蘭跟隨父母遠從密西根州的龐蒂亞克搬到座落於奧勒岡州阿什兰的新公寓，努力適應著她的新生活，但由於父母埋首工作和生活雜務忽略了她，終日悶悶不樂。一天她發現新居的火爐旁邊有一扇被牆紙封了起來的怪門。那一夜，珂若蘭找到那扇門的鑰匙後打開門探險，發覺門後有一條神秘的走廊，通往一個未知的世界──原來那是一個與現實並存的領域。有著真實世界所有的人物與玩意，但是卻更有趣好玩。裏面有上佳的美食、更新奇的玩具，以及更疼愛她的另一對「父母」，令珂若蘭樂而忘返。
門後世界中的媽媽邀請歌露蓮留下，但代價是要用鈕扣縫合眼睛。珂若蘭不同意，於是本來慈祥的「母親」變回了她本來的面目——巫婆，原來這個巫婆是引誘小孩子，然後把他們的靈魂偷走。珂若蘭雖然成功逃回家，卻發現父母親不見了，最後意識到巫婆已把他們捉住並藏了起來。身陷險境的珂若蘭必須憑她的決心和勇氣、鄰居和一隻會說話的黑貓幫助，拯救她真正的父母和一些被困的幽靈小孩，回到她真正的家。
珂若蘭回到門後的世界，與巫婆交易：如果珂若蘭找到鬼孩子的靈魂和她真正的父母親，巫婆就要放鬼孩子和所有人走，如果珂若蘭輸了，巫婆就可以將她的眼睛縫上。後來，珂若蘭用她的智慧和勇敢，找到和解放了三個鬼孩子的靈魂，逃回現實世界，把鑰匙扔進深井中，結束了所有事情。

## 角色
卡洛琳·裘斯（Coraline Jones）
故事女主角，是個性情叛逆且充滿好奇心的少女。和父母搬至新住處後，對於搬家的新生活和父母的忽視感到苦悶。直至偶然間發現通往異空間的小門，展開奇異的冒險，最後學會以熱誠態度關心身邊的人士，救出受困於異空間的靈魂並返回現實世界。
懷比（Wyborne "Wybie" Lovat）
珂若蘭和雙親居住的公寓的房東孫子，經常歪著身體，有時還會做出讓人側目舉止的男孩。在另一個世界則是不會說話但相當關心卡洛琳安危的夥伴。初始時對於珂若蘭闡述異世界的經歷感到不以為然，直至珂若蘭被魔女的手爪追蹤，才相信珂若蘭的說詞，並協助珂若蘭將通往異空間的門鑰匙丟入井裡。
梅爾·裘斯（Mel Jones）
書目撰寫者，珂若蘭的母親，非常忌諱工作期間被別人打擾且從不下廚，因為工作緣故經常忽略珂若蘭。在另一個世界則是面帶笑容，相當關心卡洛琳且擅長烹飪的賢慧良母。
另一個媽媽（Beldam / Other Mother）
異空間的魔女 為第十四道門後的異空間主掌者。習慣藉著擺放於現實世界和目標神似的玩偶，觀察被其視為目標的孩童的生活，接著營造出吸引孩童的美好境界，誘惑對現實生活感到不滿的孩童們來到她的地盤。若是被引誘至異空間的孩童決定永遠駐留於此，將會被其取下雙眼並替換成鈕扣，靈魂也將被封鎖在異世界不得超生。
史蘋克與佛絲比（April Spink and Miriam Forcible）
居於公寓下方樓層的退休女演員。
查理·裘斯（Charlie Jones）
作家，珂若蘭的父親，和妻子婚前便協議分擔烹飪的家務，但是烹飪技巧相當地差。在另一個世界則是擅長園藝且擅長鋼琴的風趣男性。
鮑賓斯基先生（Sergei Alexander Bobinsky）
居於公寓上方樓層，容貌神似老鼠，身手靈活的俄籍男子，自稱擁有尚未開張的老鼠馬戲團。在另一個世界則是真正的老鼠馬戲團經營者。
貓（The Cat）
相當親近偉畢的神秘黑貓，擁有穿梭於現實世界和異世界的能力，僅有待在異空間的期間才能開口說話。知道當年發生於偉畢祖母的孿生姊姊身上的事，以及異空間魔女的弱點。幫助珂若蘭渡過層層難關。
懷比的奶奶（Mrs. Lovat）
珂若蘭和雙親居住的公寓的房東。

### 配音員
| 配音                          | 配音   | 配音          | 角色                                              |
| 英語                          | 國語   | 粵語          | 角色                                              |
| ----------------------------- | ------ | ------------- | ------------------------------------------------- |
| 達科塔·芬妮                   | 紀媛   | 羅杏芝        | 卡洛琳·裘斯（Coraline Jones）                     |
| 小羅伯特·貝利                 |        | 陳灝瑋        | 懷比（Wyborne "Wybie" Lovat）                     |
| 泰瑞·海契                     | 張麗敏 | 沈小蘭        | 梅爾·裘斯（Mel Jones）                            |
| 泰瑞·海契                     | 林蘭   | 沈小蘭        | 另一個媽媽（Beldam / Other Mother）               |
| 珍妮弗·桑德斯 唐·弗兰奇       |        | 雷碧娜 黃玉娟 | 史蘋克與佛絲比（April Spink and Miriam Forcible） |
| 约翰·霍奇曼                   | 張磊   | 李錦綸        | 查理·裘斯（Charlie Jones）                        |
| 约翰·霍奇曼 約翰·林內爾（唱） | 常進   | 李錦綸        | 另一個爸爸（Other Father）                        |
| 伊恩·麥克夏恩                 |        | 張炳強        | 鮑賓斯基先生（Sergei Alexander Bobinsky）         |
| 凱斯·大衛                     | 常進   | 朱子聰        | 貓（The Cat）                                     |
| 卡洛琳·卡爾夫德               |        | 林丹鳳        | 懷比的奶奶（Mrs. Lovat）                          |

## 評價
《第十四道門》普遍受媒體和評論家好評，爛蕃茄上收集的270篇專業影評文章中，有244篇給予該片「新鮮」的正面評價，「新鮮度」為90%，平均得分7.8分（滿分10分），該網站對電影的共識性評價寫道「憑藉其生動的定格動畫與尼爾·蓋曼富有想像力的故事相結合，《第十四道門》是一部視覺上令人驚嘆且非常有趣的電影。」。在Metacritic上，電影基於38篇評論文章，其中35篇予以好評，無差評，3篇褒貶不一，平均分為80（滿分100），綜合結果為「普遍良好的評價」。
2020年12月，《時代雜誌》列出50部在串流媒體撥放適合闔家觀賞的電影（英語：Family Movies）佳片，本片榜上有名。2022年5月，本片在Metacritic列出的影史百大動畫電影排名中名列第93名。《IndieWire》列出21世紀最佳41部動畫電影名冊裡，本片排名第19名。爛番茄在2022年10月整理的46部最佳兒童萬聖節電影中，本片排名第9名。

## 外部連結
- 官方网站
- 互联网电影数据库（IMDb）上《第十四道門》的资料（英文）
- 大卡通資料庫上《第十四道門》的資料（英文）

- AllMovie上《第十四道門》的资料（英文）
- 爛番茄上《第十四道門》的資料（英文）
- Metacritic上《第十四道門》的資料（英文）
- Box Office Mojo上《第十四道門》的資料（英文）
- 豆瓣电影上《第十四道門》的資料 （简体中文）
- 时光网上《第十四道門》的資料（简体中文）